# Kostrzewa czerwona
Kostrzewa czerwona (Festuca rubra L.) – gatunek bylina z rodziny wiechlinowatych. Zasięg obejmuje niemal całą Europę, Azję (bez części południowej), Amerykę Północną (na południu po Meksyk), północno-zachodnią Afrykę. Jako introdukowana rośnie w Ameryce Południowej i Australii. W Polsce pospolita w całym kraju. Występuje w formie rozłogowej (Festuca rubra subsp. rubra) i kępowej (Festuca rubra subsp. comutata). Charakteryzuje się niewielkimi wymaganiami glebowymi. Na pastwiskach i łąkach stosowana jest przede wszystkim forma rozłogowa. Obydwie formy mogą być wykorzystywane do trawników.

## Morfologia

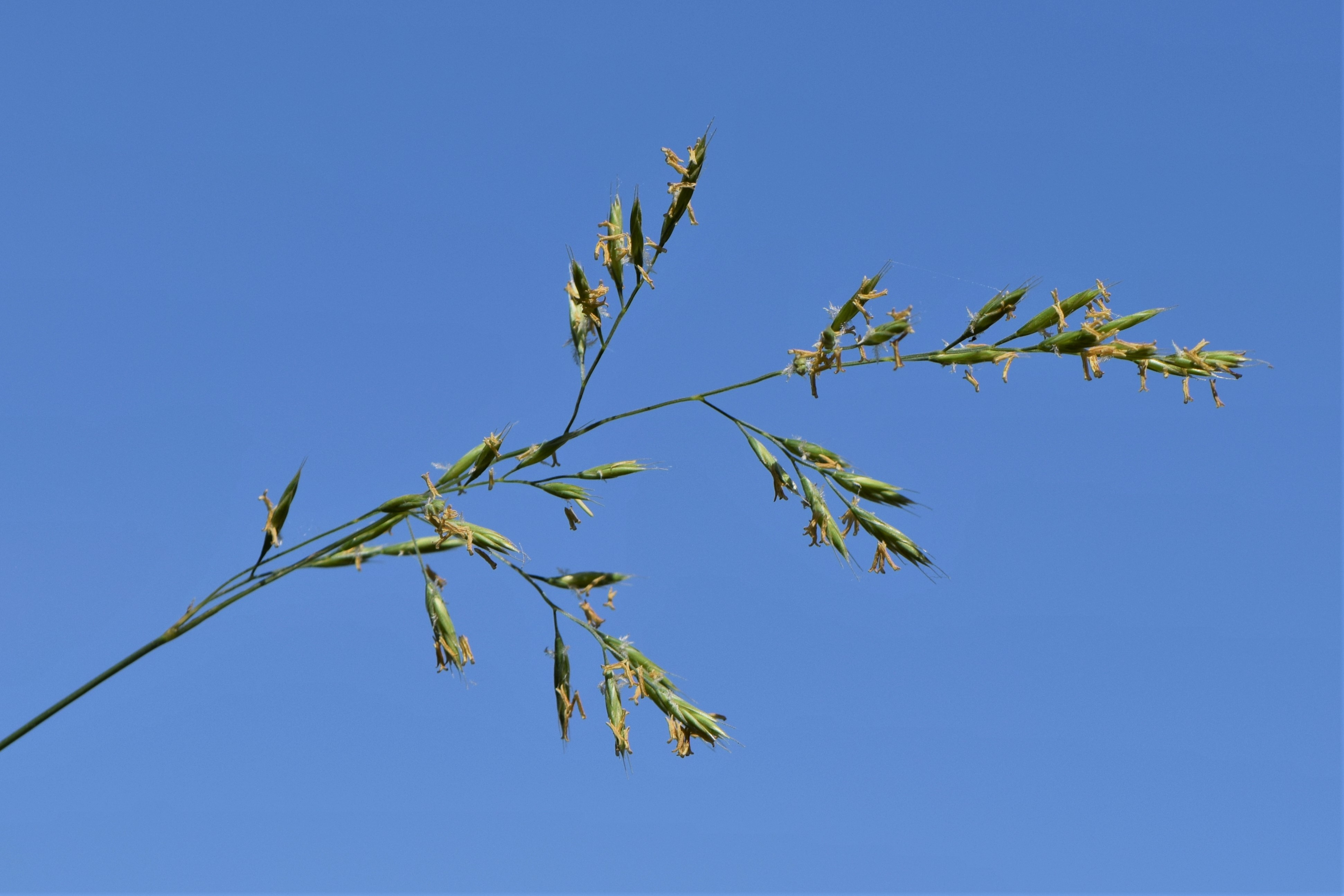
Kwiatostan

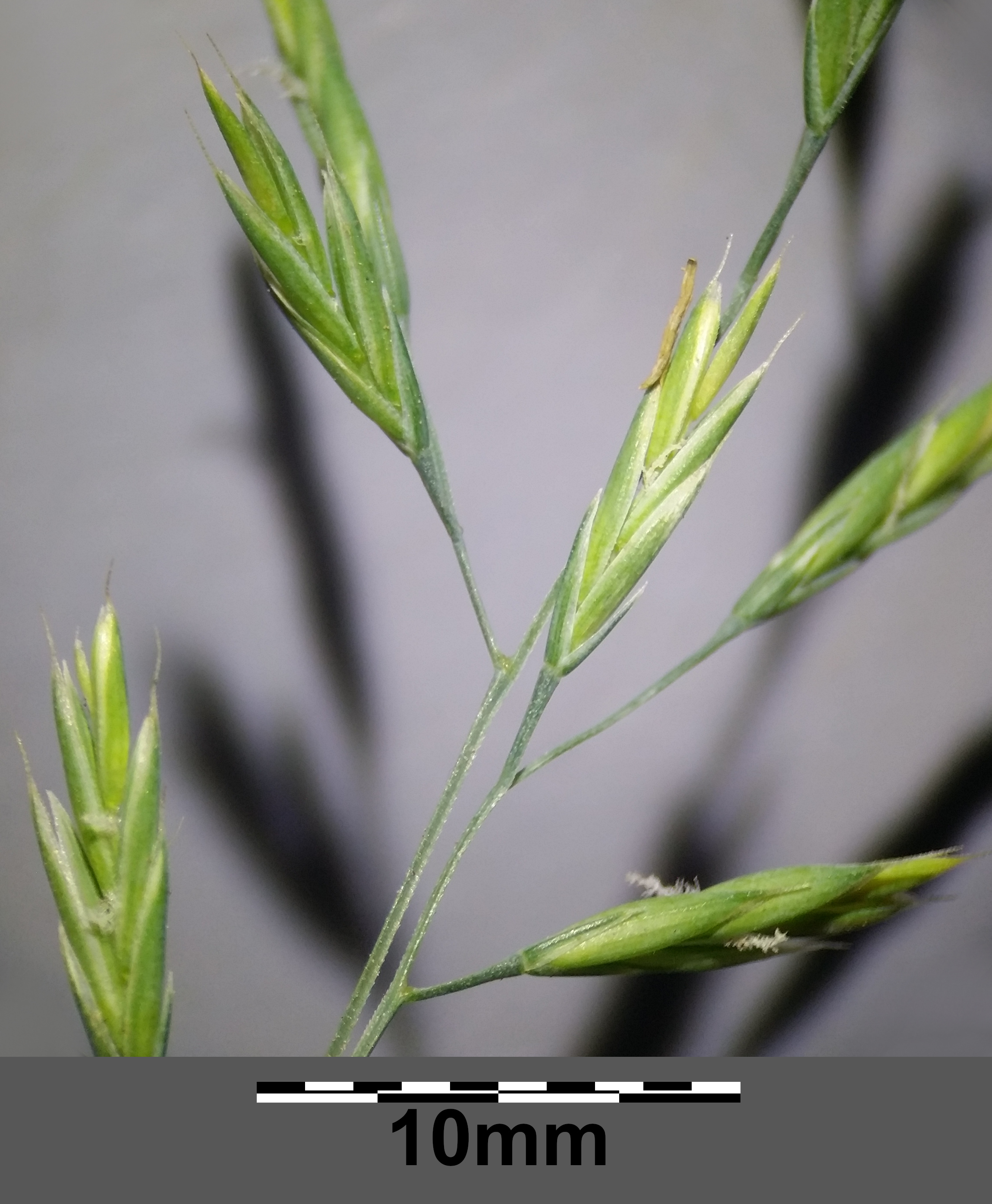
Kłoski

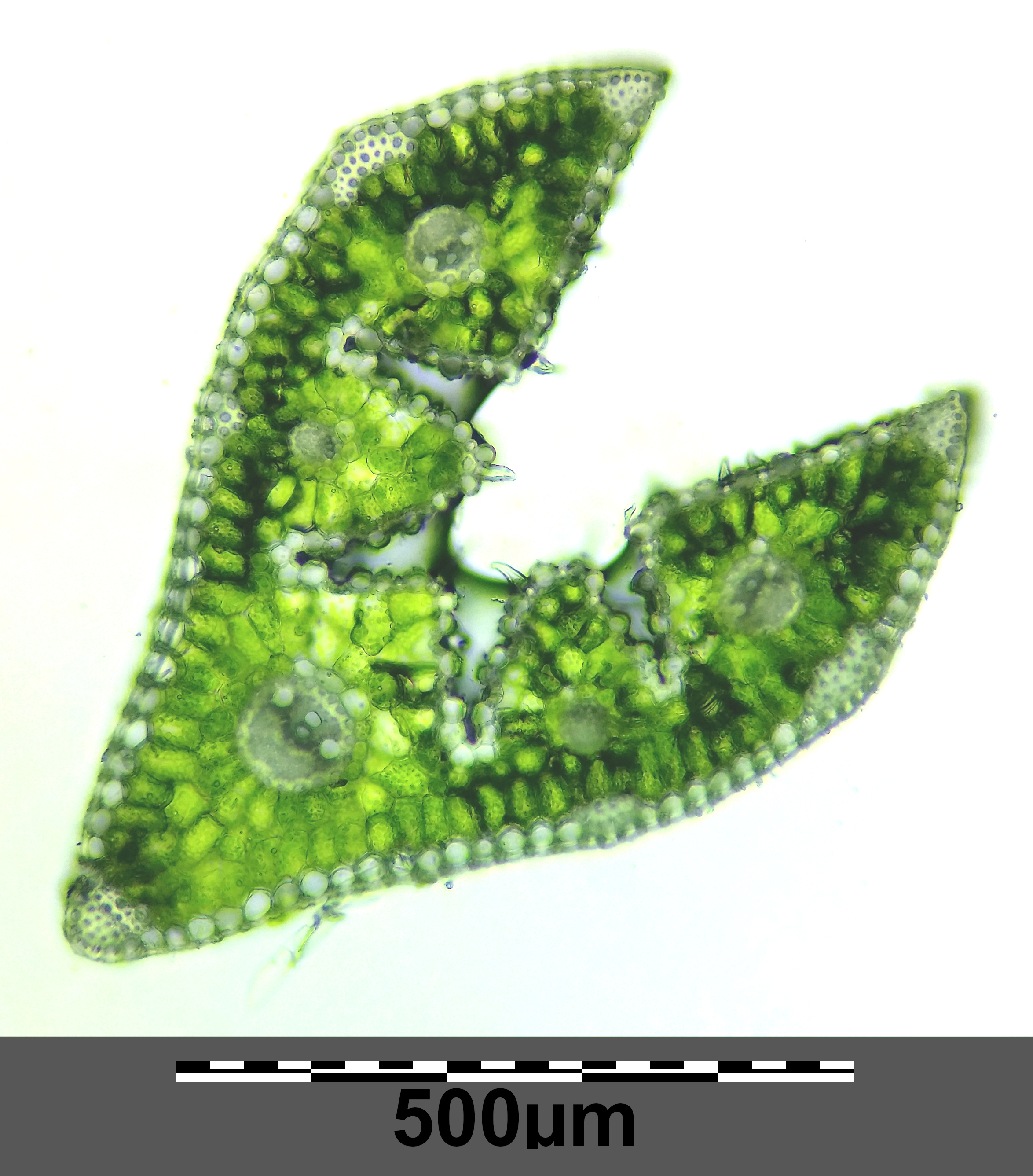
Przekrój liścia

LiścieSzczeciniaste – szerokość blaszki liściowej poniżej 0,3 mm, pochwy liściowe w dolnej części omszone.
OwoceZiarniak oplewiony o plewkach zrośniętych i długości do 5 mm. Plewki mają barwę żółtobrązową, często są czerwono lub fioletowo nabiegłe. Plewka dolna jest wąska, wydłużona z wyraźnym nerwem przechodzącym w krótką prawie gładką ość długości połowy plewki. Osadka jest walcowata i dość krótka, pokryta rzadkimi szczecinkami. Nagi ziarniak jest płaski, ciemnobrunatny i ma długość ok. 3mm oraz szerokość 0,75 mm.